# 鸭下一郎
鴨下 一郎（1949年1月16日—），出生於東京都足立區。日本政治家、醫生，自由民主黨所屬的眾議院議員。於2007年至2008年擔任第9、10任環境大臣。

## 荣誉

### 日本勋章奖章
- 旭日大绶章（2022年4月29日公布[1]）